# 흰이숲쥐
흰이숲쥐(Neotoma leucodon)는 비단털쥐과에 속하는 설치류의 일종이다. 원래 멕시코 산루이스포토시주에서 메리엄(Merriam)이 흰이숲쥐로 명명했지만, 오랫동안 흰목숲쥐의 이명으로 간주되어 왔다. 그러나 분자생물학 연구에 의해 뉴멕시코주 리오그란데강 동부와 텍사스의 트란스-페코스 개체군이 형태학적으로 유사한 강 서부의 개체군과 차이가 있다는 사실이 드러났다. 두 종의 서식지 환경은 유사한 것으로 나타나며 삼림과 사막 서식지를 좋아했다. 거의 틀림없이 선인장 특히 촐라선인장과 부채선인장이 있는 서식지를 좋아했다.